# Kelmiküla
Kelmiküla (betyder 'Kelmby' på estniska) är en stadsdel i distriktet Põhja-Tallinn i Estlands huvudstad Tallinn.
Stadsdelen ligger väster om den medeltida innerstaden. Här finns bland annat Tallinns centralstation, Balti jaam.